# Джон де Ботбі

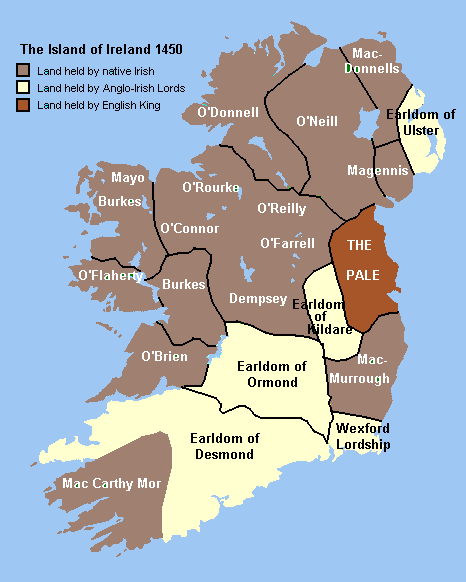
Ірландія в середні віки. Показані англійські володіння, володіння графів Ормонд та Фіцджеральд, володіння незалежних ірландських кланів та королівств.

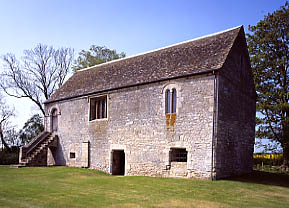
Селище Бутбі-Пагналл, Англія.

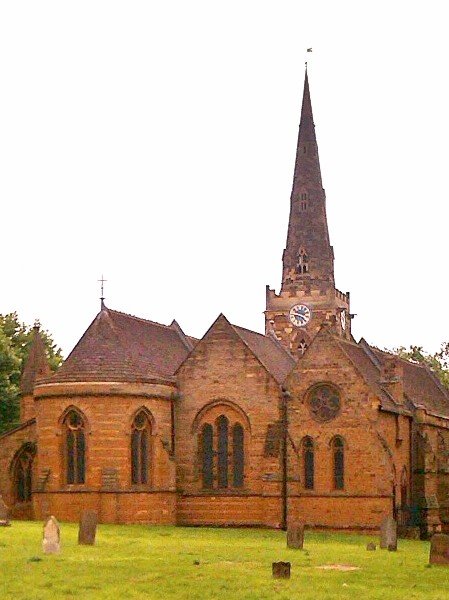
Церква Гробу Господнього, Нортгемптон.

Джон де Ботбі або Джон Бутбі (англ. - John de Bothby or John Boothby) (народився бл. 1320 р. – помер після 1382 р.) – відомий ірландський та англійський політик, суддя, священик, церковний та державний діяч англійського походження, лорд-канцлер Ірландії [1]. 

## Життєпис

### Походження
Джон Бутбі народився в селищі Бутбі-Пагналл у Лінкольнширі, Англія [1]. Він був другим сином Томаса де Ботбі та його дружини Алісії. Ботбі були лордами маєтку Борн, Лінкольншир. Пізніше сам Джон Бутбі отримав сусідній маєток Каммерінгем [1]. 

### Кар’єра
Вперше про Джона Бутбі згадують в історичних документах як про королівського писаря [1]. Він піднявся на державній службі, виконував низку королівських доручень і отримав ліцензію на експорт зерна в 1360 році. Він прибув до Ірландії виконувати обов’язки лорд-канцлера Ірландії у 1371 році і обіймав цю посаду до 1374 року. 
Ірландський історик О’Фланаган [2] зауважує, що про його кар’єру лорд-канцлера Ірландії нічого не відомо, окрім факту його призначення. Проте Елрінгтон Болл [1] зазначає, що він мав право на озброєну охорону під час перебування в Ірландії, і що він був достатньо обізнаний з ірландськими справами, щоб Таємна Рада Ірландії відправила його назад до Англії, щоб доповісти про ситуацію в Ірландії королю Англії та Ірландії Едуарду III у 1372 році [3]. Сміт записує сплату йому вартості утримання шести солдатів і шести верхових лучників, які були передані йому для його особистої безпеки та надійного зберігання Великої Державної Печатки Ірландії. Здійснивши поїздку до Англії за власний кошт, він пізніше отримав 12 марок від Таємної Ради Ірландії в компенсацію за витрати [3].
На відміну від багатьох осіб, які обіймали посаду лорда-канцлера Ірландії, які могли розумно розраховувати на призначення на єпископство в належний час, Джон Бутбі ніколи не піднімався вище посади вікарія: він жив у Кеінгемі, а пізніше в Хаунді, Гемпшир [1]. Нарешті він був призначений вікарієм церкви Гробу Господнього в Нортгемптоні, і там помер [1].
Дата його смерті невідома. У 1382 році він ще жив, коли його попросили з’ясувати, чи були землі, що належали Пріорату Волтона, незаконно придбані. Його власність перейшла до його племінника, якого також звали Джон де Ботбі [1].